# Каленцано II (Пиза)
Каленцано II је насеље у Италији у округу Пиза, региону Тоскана.
Према процени из 2011. у насељу је живело 34 становника. Насеље се налази на надморској висини од 148 м.